# Committee on Public Information
Committee on Public Information (česky Výbor pro veřejné informace), známý též pod názvy CPI či Creel Committee (Creelův výbor) byl americký orgán spadající pod vládu Spojených států, který během první světové války měl za úkol ovlivňovat veřejné mínění k podpoře účasti USA ve válce. Výbor byl založen prezidentem Woodrowem Wilsonem.

## Účel působení
Během 26 měsíčního působení, od 14. dubna 1917 až do 30. června 1919, výbor využíval všech tehdy dostupných médií, aby přesvědčil veřejnost o správnosti americké účasti v první světové válce. Kromě běžného informování veřejnosti využíval i propagandu.
Výbor pro veřejné informace sídlil v Washingtonu, D. C., měl celkem sedm stálých členů a na 75 000 dobrovolníků. Byl známý hlavně díky agitační kampani, kterou prováděl v biografech. Agitační materiály běžely v době, kdy se měnily promítací pásky filmu. Jelikož tato výměna trvala přibližně čtyři minuty, říkalo se jim Four minutemen, což je odvozeno z názvu Minutemen.